# Belle Barth
Belle Barth (geborene Annabelle Salzman 27. April 1911 in New York City; gestorben 14. Februar 1971 Miami Beach, Florida) war eine amerikanische Komödiantin.
In den späten 1950er und frühen 1960er Jahren gehörte Barth, zusammen mit Pearl Williams und Patsy Abbott, zu einem Trio jüdischer Stand-up-Comedians der Arbeiterklasse, die sich in den USA einer enormen Beliebtheit erfreuten. In ihrer Blütezeit hatte sie Comic-Alben mit sexuell anregenden Titeln aufgenommen, die beim amerikanischen Publikum im ganzen Land äußerst beliebt waren, wie "Wenn ich dich in Verlegenheit bringe, sag es deinen Freunden" (If I Embarrass You, Tell Your Friends); "Ich will nicht vulgär sein, aber es ist profitabel" (I Don't Mean to Be Vulgar, But It's Profitable) und "My Next Story Is A Little Risque", die sich über zwei Millionen Mal verkauften. 
Obwohl ihr komödiantisches Repertoire absurde sexuelle oder skatologische Witze waren, konfrontierten ihre derben Figuren das Publikum mit Fragen der Diskriminierung und Assimilation. Als Belle Barth 1961 My Next Story Is A Little Risque in einer New Yorker Pianobar aufnahm, geschah dies zu einer Zeit, als Juden zu den sichtbarsten Protagonisten der amerikanischen Popkultur gehörten. Der Abendclub als Ort feministischer „Dreck“-Performance war für „widerspenstige Frauen“ wie Bell Barth und Pearl Williams der Ort, wo die „widerspenstige Frau“ anders als die Femme Fatale oder die Madonna mit dem Grotesken und dem übermäßig Parodistischen agieren konnte und glücklich war, jemanden auf ihrem Weg zu beleidigen. Während die meisten Clubbesitzer Männern waren, kaufte Belle Barth schließlich ihren eigenen Club (Belle's Pub) in der Lobby des Coronet Hotels in Miami Beach. Belle's Pub garantierte ihr die Kontrolle über ihren eigenen Stoff und ihre eigenen Gewinne und war auch ein Ort, an dem sie das Publikum nach Belieben manipulieren konnte. Am bekanntesten ist, dass sie Mikrofone in den Toiletten der Männer installierte; Wenn männliche Zuschauer ihre Show verließen, um auf die Toilette zu gehen, wurde ihr privates Geschäft im Club hörbar gemacht.
Belle Barth spielte und sang in den 1930er und 1940er Jahren im Varieté. In den 1950er Jahren begann sie ihre beiden Talente zu vereinen – Musik und Comedy. Sie nutzte das aufstrebende Feld der Erwachsenen-Komödie, in dem offen sexuelles Material im Vordergrund stand. Wegen der latenten Obszönität beobachtete die Polizei oft, ob sich ihre Auftritte auf kleine Clubs beschränkten und religiöse Gags vermieden wurden. Darüber hinaus lieferte Belle Barth häufig besonders vulgäre Referenzen auf Jiddisch, eine Sprache, die für Uneingeweihte exotisch klingt – ein Zusammenspiel von Rohheit und Schüchternheit. Belle Barth kontrastierte besonders gut "die süße Konversation einer Kokette mit einem plötzlichen Schnitzer einer Bordellfrau aus Brooklyn". Die optimistische Darstellung ihrer selbst auf der Bühne, zeigten nicht ihre persönlichen Schwierigkeiten. Sie heiratete und ließ sich viermal scheiden, bevor sie in ihrem Begleiter George Martin ihren fünften Ehemann fand. Außerdem war sie Alkoholikerin. Gelegentlich zu betrunken, um ihre sprachlichen Ausdrücke abzuschwächen, wurde Barth wegen Obszönität verhaftet.